# Gama Singh
Gadowar Singh Sahota (8 de diciembre de 1954) es un luchador profesional semirretirado indio-canadiense conocido como Gama Singh y Great Gama que actualmente firmó con Impact Wrestling como gerente de Desi Hit Squad. Sahota fue un pilar villano y una de las principales atracciones en la lucha de estampida de Stu Hart en Calgary durante gran parte de los años setenta y ochenta. Sahota también luchó internacionalmente en Japón , Sudáfrica , Alemania , Kuwait , Dubái , Omán , Australia , Estados Unidos y el Caribe . También trabajó esporádicamente, principalmente en giras en el extranjero, para Vince McMahon y la World Wrestling Federation (WWF) de 1980-86. Su sobrino es el ex Campeón de la WWE Jinder Mahal.

## Primeros años
Su padre emigró a Canadá desde la India , y su familia se unió a él en 1963. Sahota fue a la escuela en Merritt, Columbia Británica, y se destacó en la lucha libre amateur. 

## Carrera

### Carrera temprana (1973–1974)
A principios de la década de 1970, Sahota conoció a Bill Persack, un antiguo luchador en un YMCA de Vancouver ; Persack lo había visto luchar en las filas de aficionados y aceptó entrenarlo. Entrenando a Singh durante seis meses, Persack le sugirió que fuera a Calgary, Alberta y Stampede Wrestling de Stu Hart para avanzar en su carrera. Al mudarse a Calgary y reunirse con Stu Hart, Sahota comenzó a entrenar con Carlos Colón , debutando en Stampede Wrestling en 1973. Primero competiría bajo su propio nombre, pero en 1974 tomaría el nombre de "Gran Gama", en referencia a la Gran estrella india a principios del siglo XX. 

### Lucha de estampida (1974–1990)
Comenzando su carrera de lucha libre en 1973, Gama Singh fue uno de los luchadores más odiados de todos los tiempos en el Territorio de Lucha Stampede.  Singh primero encontraría el éxito en las filas del equipo de etiqueta, ganando los títulos de etiqueta de Stampede en dos ocasiones, antes de pelear con el niño de la dinamita , tomando el título de peso medio pesado de él en una lucha de escalera. Sin embargo, su carrera de campeonato más famosa sería con el Campeonato de peso medio pesado de la Commonwealth británica de Stampede Wrestling , que ganaría seis veces en la década de 1980; con victorias de título sobre futuras estrellas de renombre como Davey Boy Smith , Owen Hart y Chris Benoit . 
También en la década de 1980 Gama fue miembro fundador y líder del odiado establo de Karachi Vice, que también incluía a Makhan Singh , Steve DiSalvo , Vokhan Singh , Kerry Brown , Rhonda Singh , Ron Starr y los gerentes JR Foley y Abu Wizal. Una obra muy vilipendiada en la popular serie de televisión de los 80 Miami Vice y la ciudad de Karachi en Pakistán ; El Vicepresidente de Karachi dominaría Stampede Wrestling a fines de la década de 1980, convirtiéndose en una sensación de culto dentro de Calgary. En una era en la que la lucha libre era tratada como un deporte real en lugar de un espectáculo, Gama Singh enfureció mucho el odio como villano de lucha libre en Calgary, recibiendo amenazas racistas y a menudo se topaba con personas que lo maldecían en la calle. La lucha contra la estampida sería comprada por la World Wrestling Federation (WWF) de Vince McMahon en 1984, pero regresará con Bruce Hart corriendo con Gama como una de las principales atracciones hasta 1990. 

### NWA: All-Star Wrestling (1977–1979)
Además de Stampede Wrestling y sus giras posteriores de WWF, Gama Singh pasó gran parte de la década de 1970 en All-Star Wrestling de Vancouver . Compitió principalmente en combates de Tag Team con socios como Guy Mitchell y Buck Zumhofe ; culminando con una victoria en el Título de la etiqueta con su compañero Igor Volkoff .

### Carrera internacional (1978–1994)
Además de competir en la extraña promoción afiliada a la NWA en los Estados Unidos; Singh también participó en varias giras de NJPW en Japón a fines de la década de 1970, a menudo haciendo equipo con Tiger Jeet Singh , y enfrentando a grandes como Tatsumi Fujinami, Seiji Sakaguchi y Riki Choshu . En varios momentos de su carrera, Gama trabajó para WWC y otras promociones en el Caribe también; una vez que ganó el Campeonato WWC Caribbean Heavyweight Championship de Ciclón Negro en Puerto Rico en 1980. También demostraría ser muy popular en Sudáfrica, participando en giras que incluyeron combates contra su amigoMalas noticias Allen ; y también compitió por WPW en Alemania a mediados de la década de 1990, haciendo equipo con Gerry Morrow, el asociado de mucho tiempo 'Champagne' .

### World Wrestling Federation (1980–1986)
A principios de los años ochenta, Vince McMahon, Jr . expandió ampliamente la WWE y estaba buscando un luchador indio para trabajar en varias giras en el Medio Oriente . Gama Singh comenzó a trabajar para Jack Tunney en Toronto y luego realizó varias giras en el extranjero para WWF en Kuwait, Dubái, Omán, Australia y Hawái. Mientras estaba en los Estados Unidos en 1984/1985, Singh competiría principalmente en partidos de cartelera en los shows de la WWF. Sin embargo, aparecería en la televisión de WWF derrotando a Johnny Rodz en Prime Time Wrestling , y también aparecería en la edición del 27 de junio de 1985 de Tuesday Night Titans de WWF ; entrevistado por McMahon y acompañado por un Indian Rock Python .

### Impact Wrestling (2018-presente)
Singh firmó un acuerdo con Impact Wrestling en enero de 2018 como gerente.

#### Desi Hit Squad
Al debutar con Impact, Singh formó un nuevo establo, jugando con su antiguo establo de Karachi Vice, llamado " Desi Hit Squad ". El grupo está compuesto actualmente por Rohit Raju, Vikas Kumar, Gursinder Singh y Bhupinder Singh.
Rohit Raju luchó previamente como Hakim Zane y actuó en Impact Wrestling en 2017, ganando la competencia 'Global Forged'. Gursinder Singh también compitió en la competencia Global Forged de 2017 con Impact. Aunque sus padres son de Punjab, India, Singh nació en West Sussex, Inglaterra y se crio en Australia. Se mudó a Canadá para entrenar con Lance Storm en la Storm Wrestling Academy.
Vikas Kumar es oriunda de Karyana, India, y anteriormente luchó como 'Pagal Parinda' con la promoción hermana de Impact, Ring Ka King . Bhupinder Singh nació en Chandigarh, India. Era un culturista competitivo antes de entrar en la lucha profesional y también compitió en kickboxing y wushu, ganando el doble de oro que representa a Chandigarh en la competencia nacional. Se formó bajo el Great Khali en Continental Wrestling Entertainment.

## Vida personal
Gama comenzó a invertir dinero en bienes raíces y finalmente se convirtió en un desarrollador inmobiliario de renombre en Calgary. Su hermano Akam también se convertiría en un luchador profesional, al igual que su hijo, luchando como Gama Singh Jr. debutando en 2004. Su sobrino Raj Singh Dhesi, iría a la WWE , como Jinder Mahal y ganaría el Campeonato WWE en 2017. 

## Campeonatos y logros
- Central States Wrestling
  - NWA Central States Tag Team Championship (1 vez) – con Bob Brown

- NWA All-Star Wrestling
  - NWA Canadian Tag Team Championship (Vancouver version) (1 vez)

- Stampede Wrestling
  - NWA International Tag Team Championship (Calgary version) (2 veces) - con Ed Morrow (1) & Crary Stevenson (1)
  - Stampede British Commonwealth Mid-Heavyweight Championship (6 veces)
  - Stampede World Mid-Heavyweight Championship (3 veces)[1]

- World Wrestling Council
  - WWC Caribbean Heavyweight Championship (1 vez)
  - WWC Trinidad and Tobago Tag Team Championship (1 vez) - con Victor Jovica